# Austrosynthemis cyanitincta
Espèce
Austrosynthemis cyanitincta  est une espèce monotypique dans la famille des Synthemistidae appartenant au sous-ordre des Anisoptères dans l'ordre des Odonates.

## Répartition
Cette espèce se retrouve dans le Sud Ouest de l'Australie.